# ويليام ريتش
ويليام ريتش (بالإنجليزية: William Rich)‏ هو جغرافي وعالم نبات أمريكي، ولد في 1800، وتوفي في 1864.